# Paul Rebeyrolle
Paul Rebeyrolle (ur. 3 listopada 1926 w Eymoutiers, zm. 7 lutego 2005 w Boudreville) – francuski malarz, grafik (litograf) i rzeźbiarz.

## Życiorys
W 1944 zamieszkał w Paryżu, gdzie studiował w Académie de la Grande Chaumière. W 1950 otrzymał Prix de la Jeune Peinture, a w 1951 Prix Fénéon. Pierwszą indywidualną wystawę miał w 1951, w paryskiej Galerie Drouant-David. Jego prace były wystawiane głównie w Paryżu, m.in. w Salonie Niezależnych (1946–1950), Salonie Jesiennym (1945), Salon des Tuileries (1945), Salon de Mai (od 1948), Salon de la Jeune Peinture (1948–1957), ale także za granicą – w londyńskiej Marlborough Fine Arts Gallery (1954, 1961) czy nowojorskiej Marlborough Gerson Gallery (1964). Od 1995 w Eymoutiers działa muzeum L’espace Rebeyrolle, gromadzące i promujące twórczość Paula Rebeyrolle’a.

## Twórczość
W jego wczesnych pracach widoczne są tendencje realistyczne. Artysta skłaniał się ku scenom rodzajowym z życia wsi, jednak jego obrazy nosiły w sobie duży ładunek dynamizmu i ekspresji. Z czasem w jego twórczości pojawiły się coraz wyraźniejsze wpływy Picassa, Van Gogha, a zwłaszcza Soutine’a. Artysta zarzucił figuratywizm na rzecz abstrakcji niegeometrycznej (nieprzedstawiającej). Od lat 60. XX w. jego prace były w pełni abstrakcyjne (La Grande Truite, 1962; La Grenouille, 1963), często malowane grubo nałożoną farbą, jak czynili to taszyści (Le Baiser, 1961). Artysta włączał też do swoich prac elementy kolażu (Sac de poudre bleue I, 1966) i mieszał media (mixed media). W późniejszych pracach łączył abstrakcję z formami figuratywnymi oraz z różnymi elementami kolażu, takimi jak drewno, pióra i siatka druciana.